# Richard király (film)
A Richard király (eredeti cím: King Richard) 2021-ben bemutatott amerikai életrajzi sportdráma, Zach Baylin forgatókönyvéből Reinaldo Marcus Green rendezett. A főbb szerepekben Will Smith, Aunjanue Ellis, Saniyya Sidney, Demi Singleton, Tony Goldwyn és Jon Bernthal látható. Smith alakítja Richard Williamst, a híres teniszezőnők, Venus és Serena Williams édesapját és edzőjét.
Világpremierje a 48. Telluride Filmfesztiválon volt 2021. szeptember 2-án. 2021. november 19-én mutatták be a mozikban a Warner Bros. Pictures forgalmazásában, valamint a HBO Max streaming szolgáltatón keresztül. Bevételi szempontból gynegén teljesített, 50 millió dolláros költségvetés mellett mindössze 39 millió dollár bevételt hozott. A kritikusoktól pozitív kritikákat kapott, dicsérték részesítették a forgatókönyvet, valamint Smith, Ellis és Sidney alakításait.
Az Amerikai Filmintézet és a National Board of Review is az év tíz legjobb filmje közé sorolta. A 94. Oscar-gálán hat jelölést kapott, köztük a legjobb film kategóriában. Smith a legjobb férfi főszereplő díját vehette át.

## Szereplők
| Színész                    | Szerep                 | Magyar hang      |
| -------------------------- | ---------------------- | ---------------- |
| Will Smith                 | Richard Williams       | Kálid Artúr      |
| Aunjanue Ellis             | Oracene "Brandy" Price | Bognár Gyöngyvér |
| Saniyya Sidney             | Venus Williams         | Stern Hanna      |
| Demi Singleton             | Serena Williams        | Mayer Szonja     |
| Jon Bernthal               | Rick Macci             | Pál András       |
| Tony Goldwyn               | Paul Cohen             | Schnell Ádám     |
| Mikayla LaShae Bartholomew | Tunde Price            | Pekár Adrienn    |
| Danielle Lawson            | Isha Price             |                  |
| Layla Crawford             | Lyndrea Price          |                  |
| Erika Ringor               | Mrs. Strickland        |                  |
| Dylan McDermott            | George MacArthur       | Dózsa Zoltán     |
| Andy Bean                  | Laird Stabler          | Markovics Tamás  |

## Fordítás
- Ez a szócikk részben vagy egészben  a   King Richard (film) című angol Wikipédia-szócikk ezen változatának fordításán alapul.  Az eredeti cikk szerkesztőit annak laptörténete sorolja fel. Ez a jelzés csupán a megfogalmazás eredetét és a szerzői jogokat jelzi, nem szolgál a cikkben szereplő információk forrásmegjelöléseként.